# 埃里什
埃里什是葡萄牙波尔图区的一个堂区。总面积4.86平方公里，总人口2123人，人口密度436.8人/平方公里。